# Кадайские языки
Када́йские языки́ (гэ-янг, кра) — одна из ветвей тай-кадайских языков. Распространены на севере Вьетнама и юге Китая, главным образом в горных районах. Родство с тайскими языками весьма вероятно, но не доказано из-за недостатка материала.

## Состав
Включают от 7 до 11 языков, которые предположительно объединяются в 3 группы:
- группа Гэ-чи
  - гэлао (кэлао, клао) — ок. 3 тыс. чел. (из 679 тыс. этнических гэлао) в Китае (Гуйчжоу, юго-восток Юньнани, запад Гуанси-Чжуанского автономного района) и Вьетнаме (пров. Хазянг); возможно делится на 4 языка (2000 D. Bradley; Ethnologue 2004):
    - као-гэлао (Qau, Gao, Aqao) — Китай
    - хоки-гэлао (Hagei, Hakei, Hakhi, Cape Draping Gelao, Klau, Qau) — язык зелёных гэлао; 300 чел. во Вьетнаме
    - толуо-гэлао (юго-западный гэлао, Duoluo Gelao, Tú Du, Telue) — язык белых гэлао; 20 чел. во Вьетнаме
    - ао-гэлао (A’ou (A’uo) Gelao) — язык красных гэлао
    - вадэ-гэлао (воа-зе, ванзу, Voa Dê, Vandu Gelao) — язык красных гэлао; 20 чел. во Вьетнаме

  - лати (лачи) — св. 10 тыс. чел. во Вьетнаме (пров. Хазянг и Лаокай) и 2 тыс. чел. в Китае (юго-восток Юньнани);
    - белый лати (Lipupõ) — 1,6 тыс. чел. во Вьетнаме; возможно отдельный язык
- группа Ян-бяо
  - лаха (са-кхао) — 6,4 тыс. чел. (пров. Йенбай и Шонла во Вьетнаме);
  - кабяо (кабео, пупео, лакуа) — 1 тыс. чел. во Вьетнаме (пров. Хазянг) и ок. 300 чел. в Китае (юго-восток Юньнани);
  - буянг (буян) — 3 тыс. чел. в Китае (юго-восток Юньнани);
    - энь — 200 чел. во Вьетнаме (пров. Каобанг);
    - яхронг (еронг, ежун) — ок. 400 чел. в Китае (юго-запад Гуанси);
    - паха — 600 чел. в Китае (юго-восток Юньнани).

Язык цунь (88 тыс. чел. на западе о. Хайнань), ранее также считавшийся кадайским языком, теперь считается более близким языку ли и относится к ли-цуньской ветви тай-кадайской семьи.

## Внутренняя классификация
Классификация Лян Миня (1990):
- гэ-янг
  - гэ-ти
    - гэлао
    - лати
    - и (гау)

  - янг-бяо
    - кабяо (пупео)
    - бу-ронг
      - буянг
      - яхронг

Классификация В. Остапирата (2000):
- кра
  - центрально-восточные кра
    - восточные кра
      - кабяо
      - буянг

    - центральные кра
      - паха

  - юго-западные кра
    - западные кра
      - лати
      - гэлао

Классификация Дж. Эдмондсона (2002):
- кра
  - центрально-восточные кра
    - восточные кра
      - энь
      - кабяо
      - буянг

    - центральные кра
      - паха

  - южные кра
    - лаха

  - западные кра
    - лати
    - гэлао

## Типологическая характеристика
Относятся к изолирующим языкам. В большинстве кадайских языков границы морфемы, как правило, совпадают с границами слога. Отклонения от этого закона свидетельствуют об определённом этапе развития того или иного языка и выявляют отличия одного языка от другого как на фонетико-фонологическом, так и морфологическом уровнях.
Все кадайские языки бесписьменны. Носители их, как правило, многоязычны. Родные языки используются преимущественно в семейно-бытовой сфере, в общественных сферах применяются, в зависимости от страны, тайский, вьетнамский или китайский языки.

## История изучения
Изучение кадайских языков началось сравнительно недавно. Язык пупео впервые был упомянут в книге Ле Куй Дона (1773), язык лаха стал известен после работы вьетнамских этнографов Данг Нгием Вана и Нгуен Чук Биня.
Существование кадайской группы признается не всеми исследователями. Её выделил амер. учёный П.Бенедикт (1942), предположивший, что кадайские языки (к которым он причислял также язык ли Хайнаня; ныне большинство исследователей выделяют его в отдельную ветвь) занимают промежуточное положение между тайскими языками и австронезийскими языками (австро-тайская гипотеза). Кадайские языки относили также к тайским, мон-кхмерским языкам или семье мяо-яо, отдельные языки — к тибето-бирманским языкам, кам-суйским языкам.